# 早川渚紗
早川 渚紗（はやかわ なぎさ、2000年〈平成12年〉7月16日 - ）は、日本のグラビアアイドルであり、女性アイドルグループ・Pimm'sのメンバー。千葉県出身。芸能事務所エーライツ所属。

## 経歴
2017年、『今日、好きになりました。第3弾』に出演。
2020年5月24日、アイドルグループ「Pimm's」に加入。同年、ミスマガジン2020読者特別賞を受賞。
2022年に講談社から1st写真集「なぎちぃ」を発売。
2023年3月開始のテレビ朝日『王様戦隊キングオージャー』で1年間レギュラーを務め、役作りのため髪をピンクに染める。
2023年12月29日、SHIBUYA O-EAST『Pimm's LIVE THE FINAL』をもってPimm'sが無期限活動休止。以降はタレント、グラビアアイドルとして個人で活動を続ける。

## 人物
- 趣味は歌うこと、読書、バンド鑑賞。特技はギター、ベース、器械体操。好きな色は水色、ピンク[動画 2]。
- 3歳上の兄がいる[動画 2]。
- 元KissBeeの藤井優衣[8]は高校時代からの親友[9]。2025年7月16日にGarret Udagawaで開催された『早川渚紗生誕バンドライブ』には藤井と新谷真由がゲスト出演していた[9]。
- 2025年6月に「うに」と名付けた猫を飼い始めたことを自身のYouTubeチャンネルで明かした[動画 3]。

## 出演

### バラエティ
- 今日、好きになりました。第3弾（2017年10月16日 - 11月6日、AbemaTV）[3]
- 日村がゆく高校生フォークソングGP（2018年10月、AbemaTV）
- ゆとり世代のワイドショー（2018年12月・2019年1月、KawaiianTV）

### テレビドラマ
- 都立水商!～令和～（2019年5月6日 - 6月24日、TBS） - 佐々木真帆 役
- 王様戦隊キングオージャー（2023年3月12日 - 2024年2月25日、テレビ朝日） - マユタ 役[10]

### 舞台
- トワイライトムーン（2018年10月24日 - 31日） - 大沢結衣 役
- 朗読劇 箱庭同窓会 再演（2022年10月7日 - 10日） - 須藤愛華 役
- ささやくように恋を唄う（2024年7月26日 - 8月2日） - 筒井真理 役[11]
- ヘブンバーンズレッド（2025年10月31日 - 11月9日〈予定〉、東京ドームシティ シアターGロッソ） - 國見タマ 役[12]

### 映画
- 春待つ僕ら（2018年12月14日）[13]
- PRINCE OF LEGEND（2019年3月21日）[14]
- 牙狼-GARO- -月虹ノ旅人-（2019年10月4日）[15]

### CM
- ハッピーターン コンソメ味 WebCM（2017年、亀田製菓）
- カラオケキューブ WebCM（2017年、ハピネット）

### MV
- JY - 「星が降る前に」
- cocona* - 「リンカネーション」
- ドラマストア - 「ピクトグラム」 - 小林太陽と共演

## 書籍
- 早川渚紗1st写真集 なぎちぃ（2022年2月9日、講談社、撮影：佐藤佑一）[16][注 1]